# Sandudden, Järfälla kommun

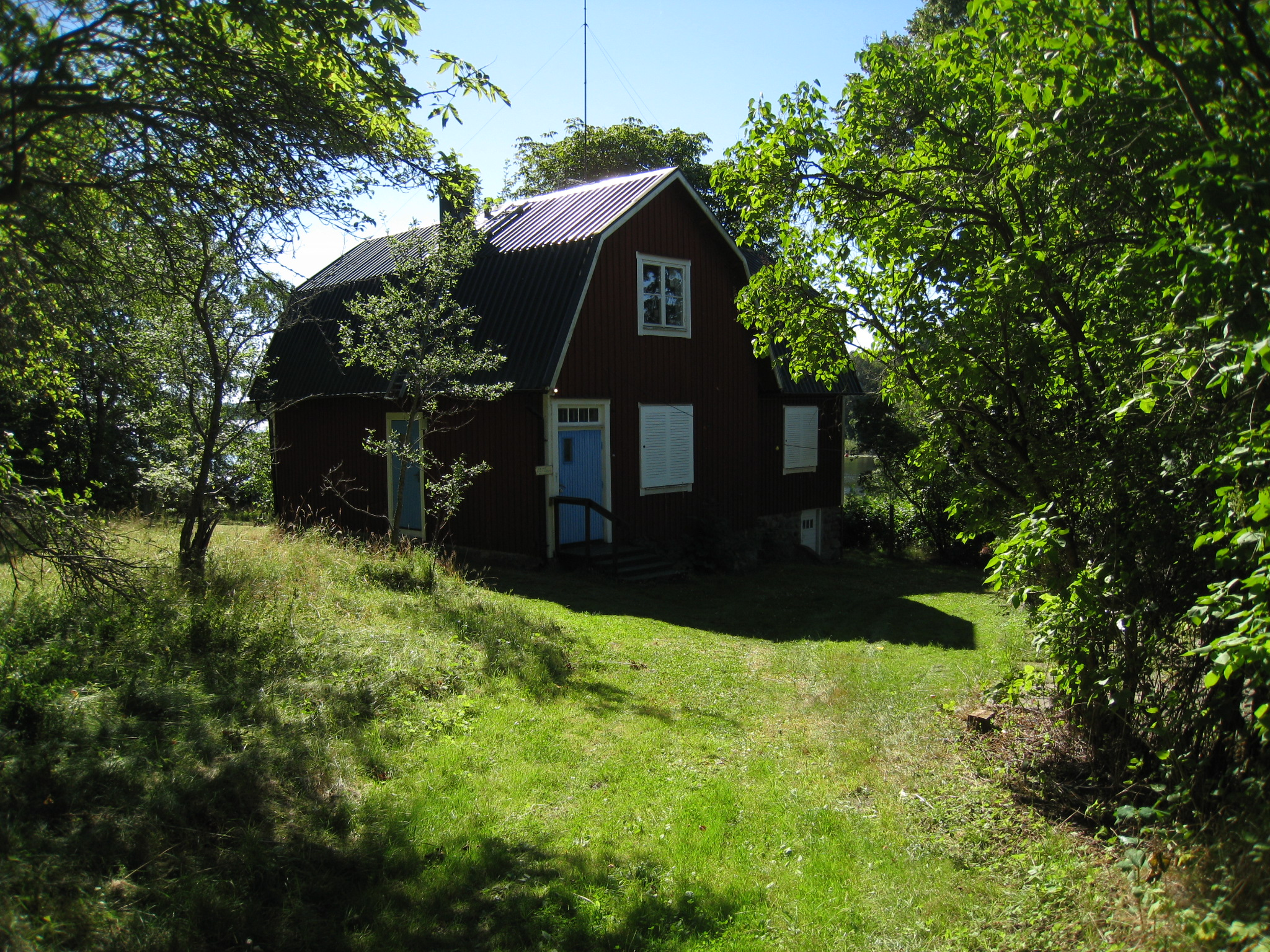
Sanduddens torp hade brukare och boende under åren 1858-1934. Därefter uthyrdes Sandudden till sommarbostäder och var bebott till 1983. Sedan 1966 ägs Sandudden av Järfälla kommun.

Sandudden var ett torp under Viksjö gård i Järfälla kommun i Stockholms län. Torpet är från mitten av 1800-talet. Det etablerades som torp 1858 och brukades som torp till 1918. Torpet finns fortfarande kvar och fram till 1934 var Sandudden bebott enligt mantalslängden och församlingsboken. Sandudden ligger vid Mälaren, i höjd med Skäftingeholmens södra del och holmen Koffsan, där broarna går över till Skäftingeholmen. Sandudden uthyrs sedan 1984 till konstgård med café.  

## Allmänt

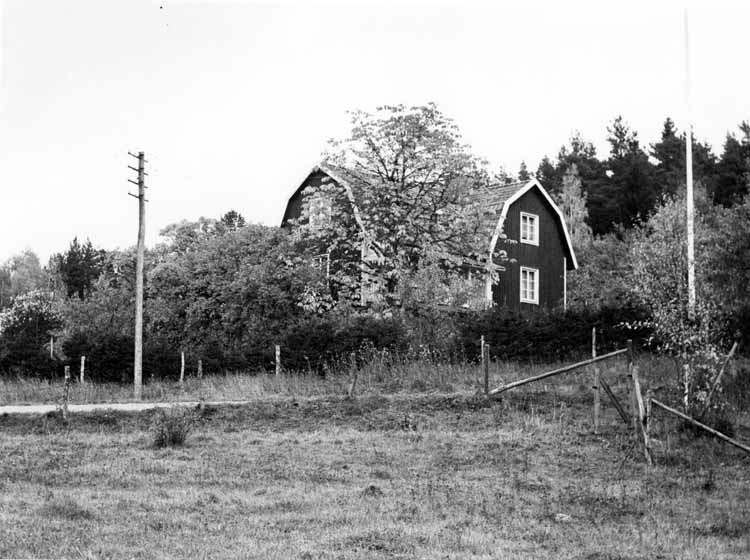
Sandudden, vy från Mälaren, 1951. Huset fungerade som torp 1858-1918, och senare som sommarbostad.

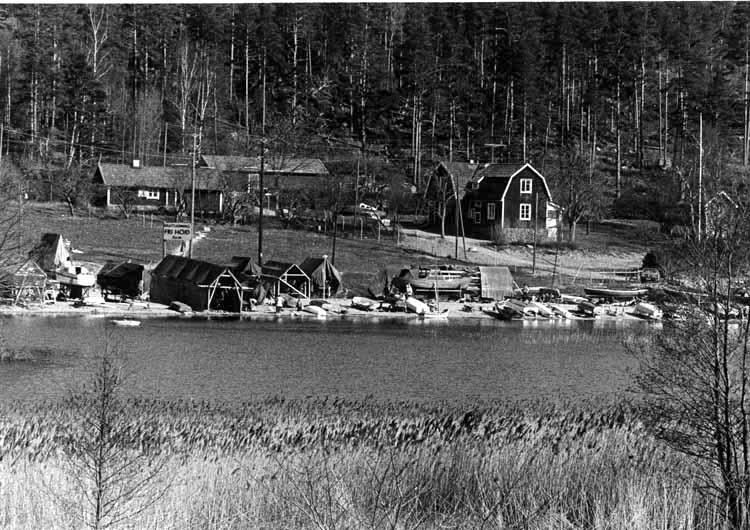
Torpet Sandudden, vy av torpet från Koffsan, 1968.

Från etableringen vid 1850-talets senare hälft till 1966 ägdes Sandudden under Viksjö gård. Sedan 1966 äger Järfälla kommun Sandudden och från 1984 hyrs huvudbyggnaden ut som konstgård med café och de övriga byggnaderna hyrdes ut som sommarbostäder. Huset och området kring Sandudden ingår nu i Görvälns naturreservat, som bildades 1995. Reservatet sträcker sig längs Mälaren från kommungränsen vid Lövsta mot Stockholm i söder till Kallhäll i norr.
De tre torpen Sandudden, Hummelmora torp i Hummelmora hage och  Lövholmen på södra delen av Skäftingeholmen ligger alla på mark som tillhörde Viksjö gård i Järfälla. I Hummelmora låg också Kallbrunna torp och Sandvik torp.
Bebyggelsen vid Sandudden ligger i ett triangulärt område invid och öster om Vattenverksvägen vid Sanduddens båthamn. Efter Sanduddens bebyggelse går Vattenverksvägen på två broar via holmen, den lilla ön Koffsan mellan Skäftingeholmen. Det var här som Carl von Linné besökte sjökrogen i juni 1731, på en båtresa mellan Uppsala och Stockholm.
Torpet Sandudden nämns tidigast 1859 i mantalslängden och hörde till Viksjö gård. 1950 fanns fem byggnader, nämligen boningshus i två våningar, före detta skogvaktarbostad i en våning, skogsarbetarbostad i en våning, garage samt uthus. Idag omfattar byggnaderna fyra hus.
Sandudden brukades som torp till 1918, som ovan nämnts. Under denna tid hade nio torpare innehaft Sandudden. Den längsta tiden hade torparen Gustaf Adolf Boudrie, som bodde på torpet i 17 år (1868-1885) och hans efterträdare Carl Gustaf Lindgren i 15 år (1885-1900). På platsen bodde efter 1918 statdrängar och arbetare samt Viksjö gårds skogvaktare åren 1925-1934.
Efter 1934 var Sandudden sommarbostad för personer med anknytning till ägaren av Viksjö gård, Viksjö AB (dotterbolag till AB Hufvudstaden) och dess moderbolag AB Hufvudstaden. 1921 köpte AB Hufvudstaden egendomen Sandvik och bolaget ägde Sandvik till 1963. Under denna tid var den mest kände sommargästen Carl Anders Dymling, som var radiochef för Radiotjänst 1936-1948 och chef för Svensk Filmindustri 1943-1961. Svensk Filmindustri hade aktieinnehav i Hufvudstaden. Åren 1963-1966 ägde Småhusstaden Fastighets AB Versus Kommanditbolag, Viksjö. Större delen av Viksjöegendomen exploaterades då, dock inte området kring Sandudden. Istället övergick området kring Sandudden till Järfälla kommun 1966.

## 1800-talet

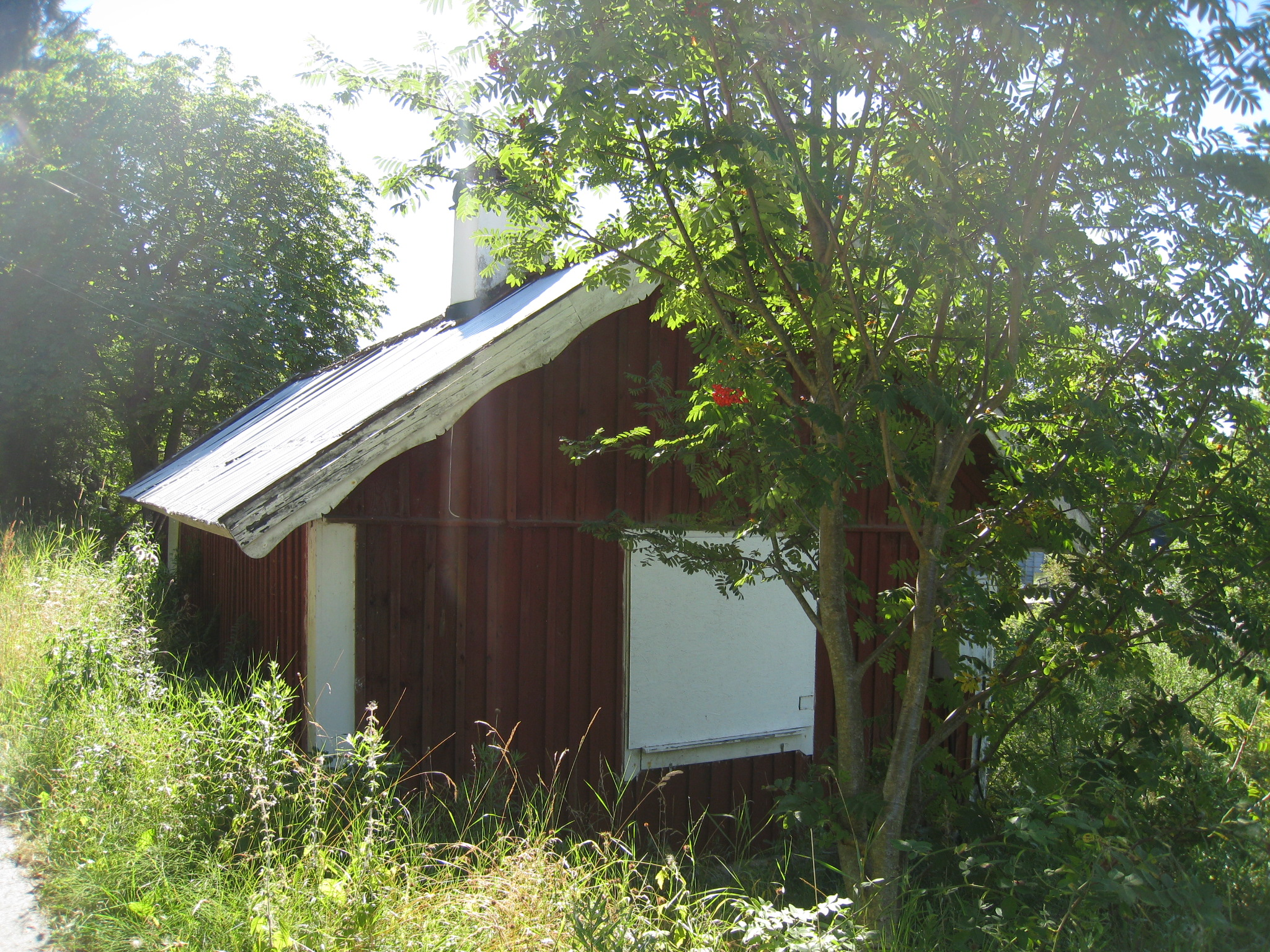
Den äldsta byggnaden vid Vattenverksvägen 10 är före detta skogvaktarbostaden.

Från och med 1859 upptas Sandudden i mantalslängden och från 1860 upptas torpet i husförhörsboken. Den första torparfamiljen var Gabriel Alm med hustru och en dotter, som bodde på Sandudden 1858-1961. Han efterträddes av Carl Johan Vigren med hustru, som brukade torpet 1861-1862. De följdes av två torpare, Johan Pettersson 1862-1864 och Anders Fredrik Larsson 1864-1865. Under åren 1868-1885 brukade Gustaf Adolf Boudrie, en gammal järfällabo, Sandudden. Boudries mor, änkan Ulrika Lundgren Boudrie, bodde kvar på Sandudden som inhyses till 1890, men den övriga familjen Boudrie flyttade till Baset 1885. Då efterträddes familjen Boudrie på Sandudden av Carl Gustaf Lindgren. Det blev alltså ett växelbyte 1885 då familjen Boudrie flyttade till Baset och familjen Lindgren flyttade in till Sandudden.
Carl Gustaf Lindgren var torpare på Sandudden i 15 år, från 1885-1900. Familjen hade fem barn, alla födda i Järfälla, utom det äldsta. Lindgren var egentligen murare och utförde alla reparationer på Viksjö gård, där han också gjorde dagsverken ibland. Det berättas också om Lindgren att han för någon magsjukdom hade besökt homeopaten Liljekvist i Stockholm, den så kallade Gryndoktorn, för sin onda mage. Han hade ordinerats något slags gryn. Det är inte känt om magen därefter blev bra, men Lindgren ansågs "lite märkvärdigare än vi andra på gården", enligt John Wiman i "Några Wiksjöminnen". År 1885 indelades Järfälla socken i skolområden och då bestämdes det att Sandudden, som lydde under Viksjö skulle tillhöra Görvälns skolområde tillsammans med Hummelmora och Råsten. Till Görvälns skolområde hörde Görvälns gård med de underlydande torpen Henrikstorp, Baset, Slammertorp, Lädersättra, Marhagen, Snuten, Lövholmen, Skäftinge, Skogstorp, Kallhälls banvaktsstuga och Kallhäll. Undervisning vid Görvälns skola bedrevs för barnen från Sandudden fram till 1939, då skolhuset köptes av kommunen. 
Den äldsta byggnaden vid Vattenverksvägen 10 är före detta skogvaktarbostaden, som senare fungerade som klubbstuga för Jakobsbergs båtsällskap. Bakom den låg garaget. Söder om torpstugan låg den nyare byggnaden och en mindre byggnad, som tidigare var skogsarbetarbostad. Bebyggelsen vid Sandudden ligger öster om Vattenverksvägen.

## 1900-talet
Ett nytt torparpar flyttade in till Sandudden i december 1902, Anders Gustaf Andersson och hans hustru med fem barn. Familjen bodde i nio år på Sandudden fram till 1911. Därefter kom Per Gottfrid Vesterberg, som bodde ett år på torpet. Sedan kom en ny Anders Gustaf Andersson med hustru, som födde en son och tre döttrar under tiden på Sandudden. Familjen flyttade 1918 ut till torpet Lövholmen på södra delen av Skäftingeholmen, ett torp från 1700-talet. På norra delen av Skäftingeholmen låg också torpet Skäftinge. Familjen Andersson blev den sista torparfamiljen på Sandudden. Därefter bodde två familjer på Sandudden, statdrängen Josef Strömqvist med familj 1919-1920 och arbetaren Karl Gustaf Froman med familj 1921-1928.
Sandudden blev skogvaktarboställe för Viksjö från 1925, då Viktor Pettersson flyttade in. Från 1934 hette han Klintebäck. Viktor Klintebäck var anställd som skogvaktare av fastighetsbolaget Hufvudstaden AB, han var skogvaktare 1924-1934. Jakt på kråkor "ingick i tjänsten", samt på räv, och älgarna "blev nästan halvtama", en berguv i en bur likaså. I tjänsten ingick också tillsyn av badplatsen vid Sandudden. Klintebäck flyttade 1934 från Sandudden och då upphörde Sandudden som skogvaktarboställe. Det var då som Sandudden hyrdes ut till sommarbostäder åt personer med anknytning till Hufvudstaden AB och en av de mera kända hyresgästerna var Carl Anders Dymling.

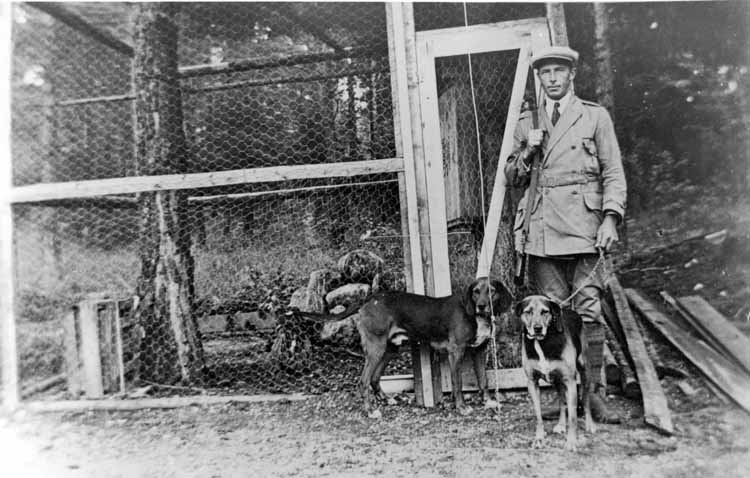
Skogvaktare Viktor Klintebäck med gevär och sina hundar på 1920-talet. Bakom hundarna syns den bur, där den tama berguven bodde.
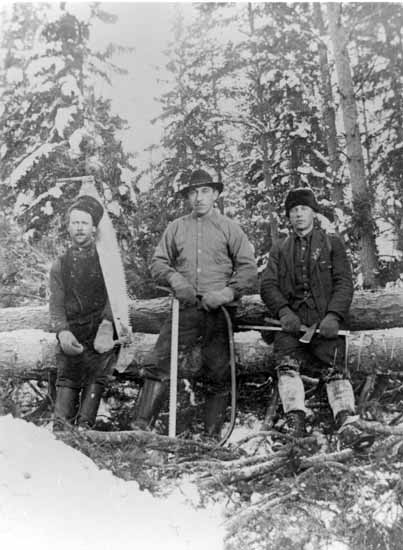
Skogvaktare Viktor Klintebäck med yxa och klav till höger på 1920-talet. Till vänster skogsarbetaren Tummelunda-Kalle med stocksågen och i mitten okänd skogsarbetare.
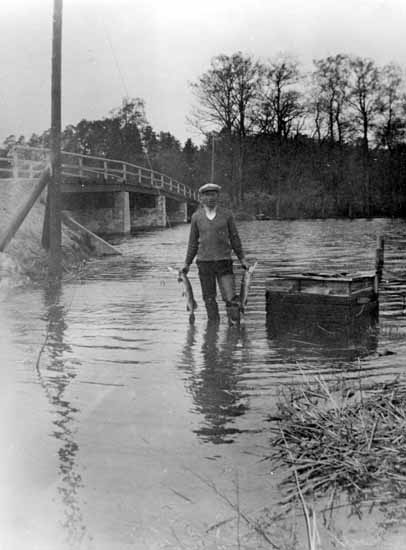
Skogvaktare Viktor Klintebäck har fångat gäddor på 1920-talet. I bakgrunden till vänster bron till Koffsan, till höger Koffsan.

## 2000-talet
Sedan det permanenta boendet upphörde har genom olika upplåtelser den gamla torpplatsen i huvudsak kunnat bevaras som en relativt intakt miljö. Den byggnad som 1950 kallades "boningshus" är sedan 1984 uthyrd med lokalkontrakt till konstnären Sven Toste Zachrisson. Han har konstutställningar och tidigare också café i anslutning till utställningarna. Den tidigare skogvaktarbostaden hyrs som permanentbostad. Den tidigare skogsarbetarbostaden hyrs som sommarbostad. Det tidigare garaget disponeras ännu som garage. Båthamnen ligger invid Skäftingesundet vid Mälaren, där broarna går över till Skäftingeholmen.

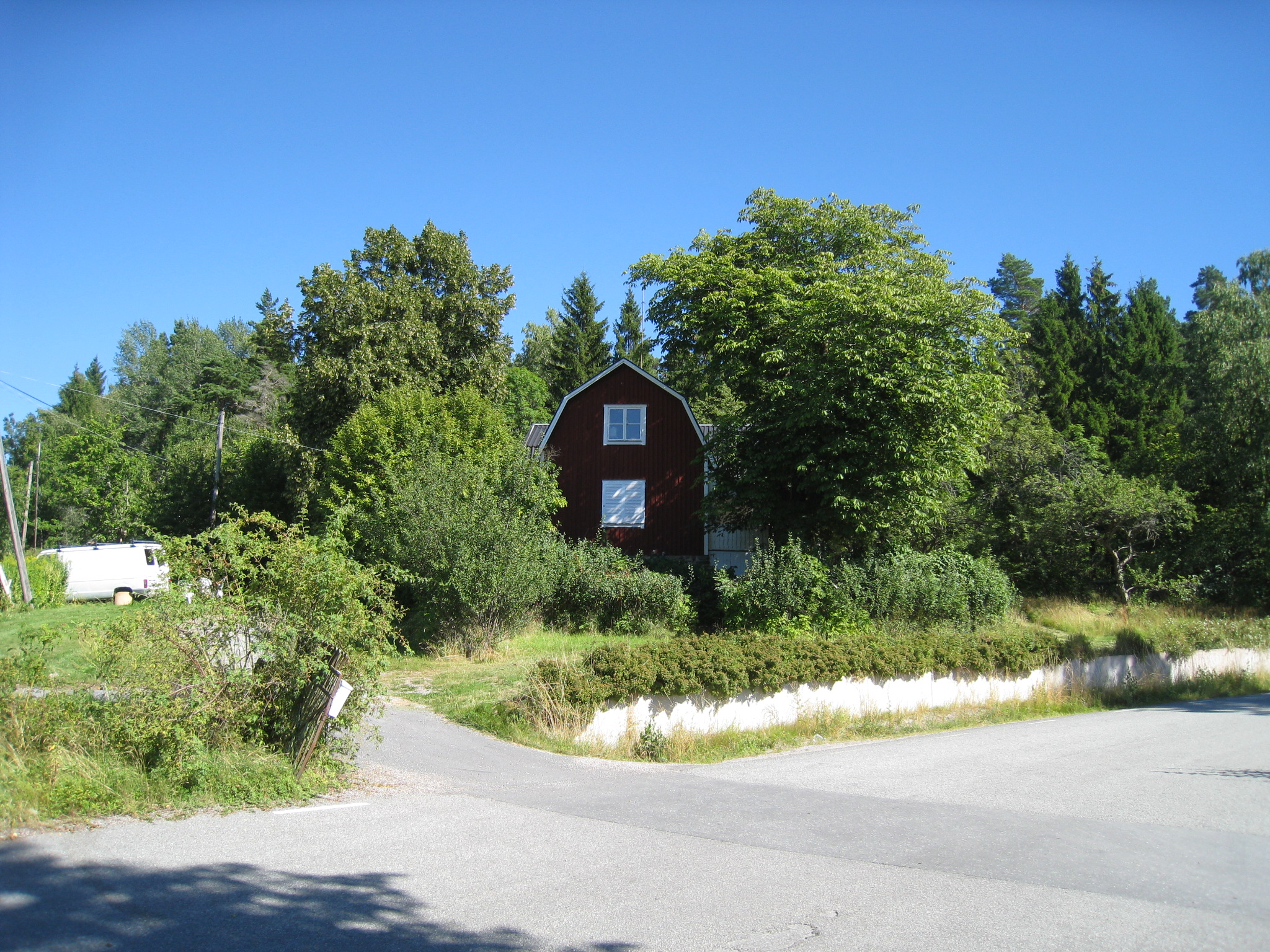
Sandudden ligger vid Vattenverksvägen och gränsar till Sanduddens båthamn.
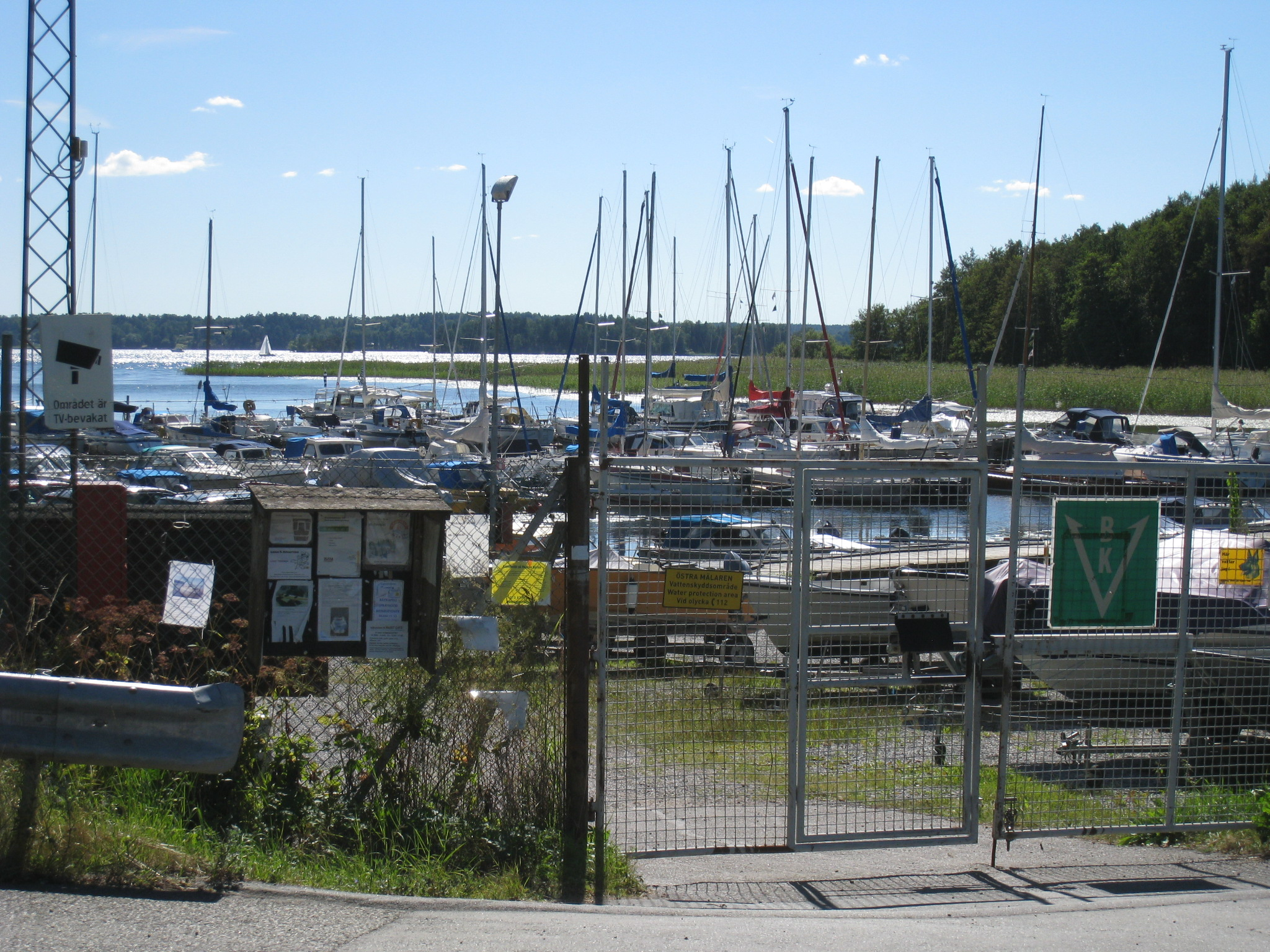
Sanduddens båthamn vid södra brofästet.
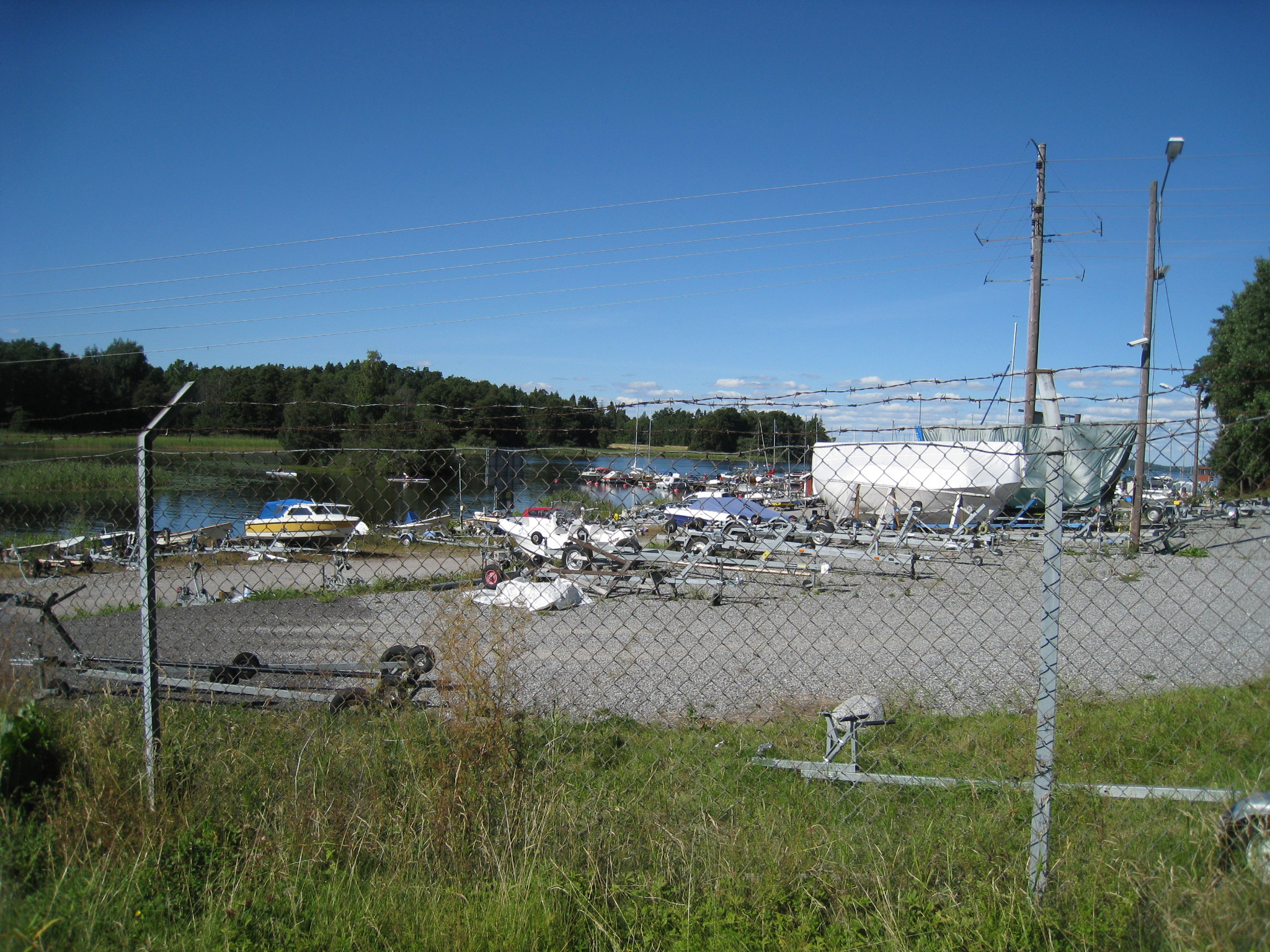
Sanduddens båthamn vid norra brofästet.
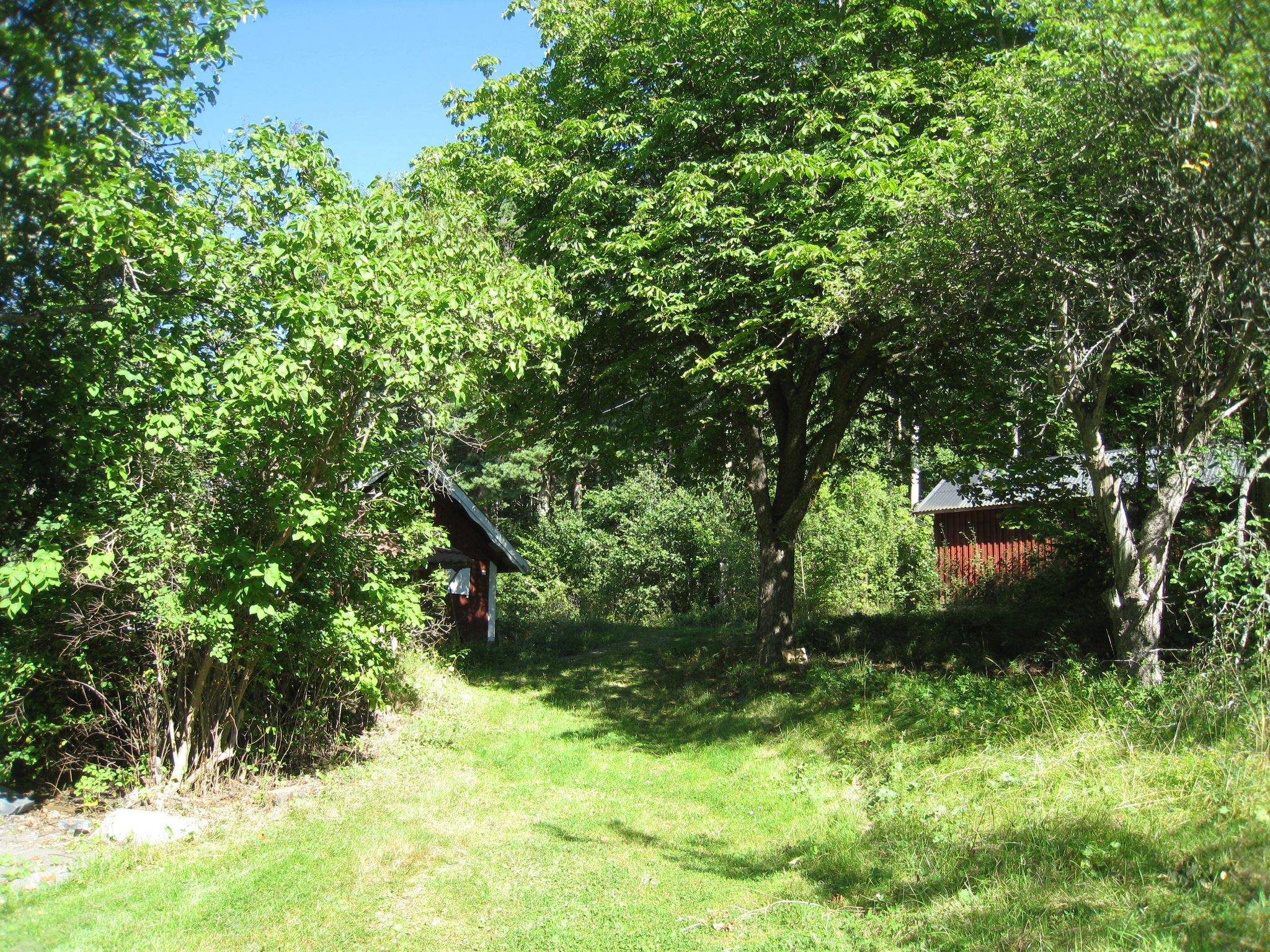
I grönskan syns till vänster före detta skogvaktarbostaden och till höger garaget.

## Viksjö sågverk vid Sandudden
Viksjös skogar var intressanta och var en av anledningarna till att fastighetsbolaget Hufvudstaden AB och Viksjö AB köpte området 1921. Stockholm behövde nämligen ved i stora mängder för uppvärmning. Hufvudstaden köpte därför år 1921 egendomen Viksjö i Jakobsberg till Lennart Palme, som då avgått som direktör. Viksjö bedrev jordbruk i området. I närheten av Hummelmora äng staplade man upp veden. Från bryggor nere vid sjön Mälaren forslades veden sedan in till Stockholm. Under andra världskrigets dagar var det en viktig verksamhet.
På 1960-talet när Viksjö började exploateras måste med tanke på den kommande bebyggelsen en hel del skog avverkas. Viksjö AB beslöt att anlägga ett modernt sågverk vid Sandudden för att kunna tillvarata och förädla virket. Initiativtagare till Viksjö sågverk var Stig Henriksson, som då var inspektor vid Viksjö gård. Till största delen såldes virket på brädgården vid Viksjö gård, medan flis och sågspån såldes till Korsnäs AB, där det användes vid papperstillverkningen. Sågverket uppfördes 1963-1964 och revs 1980. Det finns fortfarande husgrunder kvar i terrängen som visar var byggnaderna en gång låg.